# Alphonse d'Aragon (comte de Ribagorce)
Pour les articles homonymes, voir Alphonse d'Aragon.
 (janvier 2023).
Si vous disposez d'ouvrages ou d'articles de référence ou si vous connaissez des sites web de qualité traitant du thème abordé ici, merci de compléter l'article en donnant les références utiles à sa vérifiabilité et en les liant à la section « Notes et références ».
Alphonse d'Aragon (né en 1332 - mort à Gandia, 5 mars 1412), plus connu sous le nom d'Alphonse IV le Vieux de Ribagorce, est le fils aîné du comte de Ribagorce Pierre IV et de Jeanne de Foix.
Il était lié à la famille royale d'Aragon, puisqu'il était le petit-fils de Jacques II et cousin de Pierre IV le Cérémonieux. Il détenait les titres de comte de Denia (depuis 1355), comte de Ribagorce (depuis 1361), marquis de Villena (depuis 1366), duc de Gandie (à partir de 1399) et premier connétable de Castille.
Il fut aussi candidat à la Couronne d'Aragon, qu'il revendiquait en tant que descendant en ligne directe du roi Jacques II d'Aragon, à la suite de la crise de succession déclenchée par la mort sans descendance de Martin Ier l'Humain et de l'interrègne, qui est résolu par le compromis de Caspe, bien que sa mort immédiate ait reporté le fardeau de la candidature sur son frère Jean d'Aragon et de Foix.

## Biographie

### Jeunesse
Alphonse naît en 1332. Il est le fils aîné d'une des plus vieilles familles de la noblesse aragonaise, celle des comtes de Ribagorce, puisque son père est le comte Pierre IV. Sa mère, Jeanne de Foix, est une princesse française, fille du comte de Foix Gaston Ier et de Jeanne d'Artois.
En 1355, il épouse Yolande Díaz Jiménez, baronne Arenós, qui lui donne rapidement plusieurs fils. En 1360, son père, veuf, décide de se retirer dans le couvent Saint-François à Valence. Alphonse est investi comme comte de Denia dans la chapelle du pape, à Avignon, par son cousin, le roi d'Aragon Pierre IV.

### Les guerres avec la Castille
En 1356 débute la guerre des Deux Pierre, qui oppose le cousin d'Alphonse, le roi d'Aragon Pierre IV, au roi de Castille, Pierre Ier. En 1366, placé à la tête des forces royales aragonaises, il dirige les défenses valenciennes au sud du Júcar. Il est ensuite chargé de la défense de Valence contre les forces de Castille. Plus tard, il est envoyé défendre la frontière aragonaise contre Louis de Navarre, fils du roi de Navarre, Philippe III.
En 1366, quand se déclenche la guerre civile castillane, qui oppose Pierre Ier à Henri de Trastamare, Alphonse porte secours au deuxième. Pierre IV le place à la tête des forces aragonaises venues portées secours à Henri de Trastamare afin de détrôner Pierre Ier. Pour cela, Alphonse reçoit le marquisat de Villena en 1366.
En 1367, il participe à la bataille de Nájera, où il tombe aux mains des troupes anglaises venues soutenir Pierre Ier. Il est cédé au connétable de Guyenne, John Chandos, qui le garde captif et exige 150 000 doublons pour sa libération. Alphonse est finalement libéré après avoir laissé ses deux fils Pierre et Alphonse comme otages de Gaston Fébus et du Prince noir respectivement. Afin de réunir la somme prévue pour sa rançon et lever un impôt extraordinaire, il effectue un recensement dans le comté de Ribagorce. L'ensemble est compilé dans les Focs y morabatins de Ribagorza, compilés entre 1381 et 1385 par José Camarena Mahiques.
À la mort du roi de Castille, Henri de Trastamare, il garde la faveur de son fils, Jean Ier. Celui-ci lui octroie en 1382 le titre de connétable de Castille. Il rencontre pourtant l'hostilité de la noblesse castillane, qui n'accepte pas les faveurs dont il jouit. Lorsqu'il meurt en 1390, Jean Ier laisse la régence du royaume et l'éducation de son fils, Henri III, à la charge de cinq nobles castillans et d'Alphonse. Mais comme celui-ci ne s'entend pas avec les autres Castillans, il est rapidement écarté et déchu en 1391 de sa charge de connétable et de son titre de marquis de Villena.

### Un prince aragonais
Alphonse est également un bâtisseur. Il ordonne la construction du monastère Saint-Jérôme de Cotalba en 1388. Il fait également agrandir le palais ducal de Gandia. Il est également à l'origine de la reconstruction du château et de l'église de Benabarre.
Alphonse noue des alliances avec les principales familles d'Aragon. En 1391, sa fille Jeanne épouse le comte de Cardona, Jean Raymond Folch Ier. En 1393, sa deuxième fille, nommée Éléonore ou Yolande, est mariée au comte de Prades, Jacques.
En 1396 s'ouvre la difficile succession du roi d'Aragon, Jean Ier. Il a eu douze enfants, mais seulement deux filles lui ont survécu, dont Jeanne, mariée au comte de Foix et vicomte de Béarn, Mathieu. Avec l'aide de Jean, le duc de Berry, Mathieu de Castelbon conteste le trône d'Aragon à Martin Ier, frère de Jean Ier, choisi comme roi par les Cortes d'Aragon. Alphonse est envoyé dans les Pyrénées afin de combattre les forces françaises qui envahissent le nord du royaume.
Sous le règne de Martin Ier, Alphonse conserve une position prestigieuse. Il participe en 1398 aux Cortes de Saragosse et assiste, l'année suivante, au couronnement du monarque. Il obtient l'élévation de son comté de Gandia au rang de duché.
À la mort de Martin Ier, il manifeste ses prétentions et réclame pour lui la couronne d'Aragon. Il reçoit un temps l'appui des « anti-urgellistes », qui s'opposent à son principal rival, le comte d'Urgell Jacques II. Mais il n'apparaît pas comme suffisamment fort et perd ses soutiens au profit du candidat castillan, Ferdinand de Trastamare.

### Mort
Le 5 mars 1412, Alphonse s'éteint dans son château de Gandia, avant même le résultat du compromis de Caspe. Son frère, le comte de Prades Jean, reprend ses prétentions à la couronne aragonaise. Il est enterré dans la collégiale Sainte-Marie de Gandia.

## Mariage et descendance
Alphonse d'Aragon-Foix épouse en 1355 Yolande Díaz Jiménez, baronne d'Arenós et de Cornel, fille de Gonzague Díez. De cette union sont issus :
- Jean, mort jeune ;
- Jacques, baron d'Arenós ;
- Alphonse (vers 1358-1425), comte de Ribagorce ;
- Pierre (1362-1385), marquis de Villena ;
- Jeanne, mariée en 1391 à Jean Raymond Folch Ier, comte de Cardona ;
- Éléonore ou Yolande, mariée en 1393 à son cousin Jacques, comte de Prades, puis remariée vers 1409 à Antoine de Cardona, vice-roi de Sicile.